# Agarthi
Agarthi (detto anche Aghartha, Agartha o Agartta) è un regno leggendario che si troverebbe all'interno della Terra, descritto nelle opere di vari scrittori tra cui Willis George Emerson (1856-1918). Sede del mitico re del mondo, la favolosa Agarthi è legata alla teoria della Terra cava ed è un soggetto popolare nell'esoterismo.

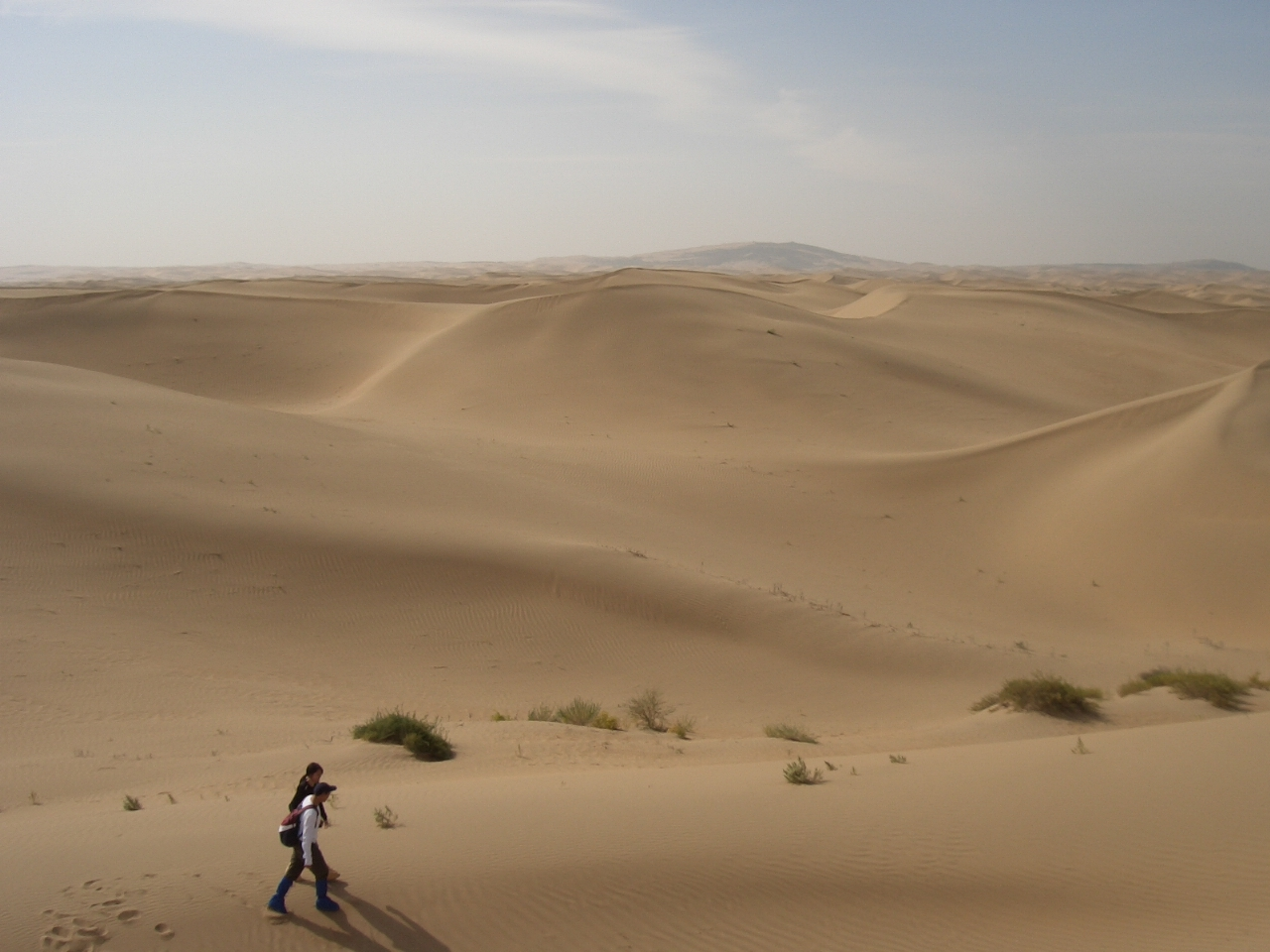
Il deserto del Gobi, dove secondo la teosofa Helena Blavatsky si troverebbe uno degli accessi al regno sotterraneo di Shamballa, identificata dai suoi seguaci con Agarthi.

## Storia
Agarthi è un nome spesso usato per definire una civiltà nascosta all'interno dell'Asia centrale. Nel tantra Kalachakra del buddhismo tibetano viene descritto un regno simile, col nome di Shambhala. Nelle interpretazioni moderne, vi è una sostanziale identificazione tra Shambhala e Agarthi.
Secondo i teorici della sua esistenza, il termine Agarthi significherebbe «inaccessibile», sebbene non si abbia riscontro di parole tibetane o sanscrite ad esso simili.

### La ripresa contemporanea del mito
La fortuna occidentale di Agarthi nasce con Alexandre Saint-Yves d'Alveydre e il suo libro Missione dell'India, con Ossendowski, autore di Bestie, uomini e dei, con Willis George Emerson, e altri tra cui René Guénon, autore di l Re del mondo. Quest'ultimo non fa che riprendere le idee dei primi due. 

Mappa ipotetica dell'interno del mondo, dal romanzo The Goddess of Atvatabar (1892) di William Bradshaw.

Alexandre Saint-Yves d'Alveydre fu un occultista francese del diciannovesimo secolo, a cui si deve la pubblicazione di un racconto dove si cita appunto il "regno di Agartha", di cui avrebbe appreso l'esistenza nei suoi viaggi in India, dove sarebbe stato iniziato da due maestri ai misteri della dottrina indù. Secondo quanto vi si trova scritto, questo mondo segreto con tutta la sua saggezza e ricchezza sarebbe divenuto «accessibile a tutta l'umanità, quando il cristianesimo sarà all'altezza dei comandamenti che erano stati redatti da Mosè». Saint-Yves fornisce una descrizione di questo regno come se fosse un luogo reale, situato sull'Himalaya, in Tibet.
Successivamente l'esploratore Ferdynand Ossendowski, pur avendo visitato luoghi diversi da quelli di Alveydre, in un libro del 1922 intitolato Bestie, Uomini e Dei, riporta un analogo racconto di cui era venuto a conoscenza, riguardante un regno sotterraneo all'interno della Terra e noto come Agharti.
Si tratterebbe un regno separato da una cintura di alte montagne e suddiviso in otto parti, e in cui vi sono settantasei regni. Kalapa è la capitale di Shambhala-Agartha in cui ha sede il palazzo del sacerdote-re e questo regno è situato in India e coincidente col Monte Meru o Polo Nord prima dello spostamento dell'asse terrestre, centro del mondo e terra originaria dell'umanità. Sarebbe situata in India nello stato di Orissa o vicino a Benares. Il suo primo capo fu Suchandra, il capo attuale è Anirudda e il prossimo sarà Drag-po chor lo chan o Rudra chakrin, il corrucciato con la ruota. Secondo la profezia il Mahdi della tradizione islamica, discendente di Maometto, che viene definito l'"ottavo" dopo Adamo, Noè, Abramo, Mosè, Gesù, Mani e Maometto, ingaggerà la guerra mondiale per il dominio planetario e instaurerà un impero mondiale. Così facendo si scontrerà con Shambhala e il suo sacerdote-re Rudra chakrin. Questi lo spazzerà via con l'aiuto delle forze soprannaturali e inizierà l'età dell'oro. 
Il Kalachakra tantra profetizza una guerra tra Shambhala e la Mecca e parla del pericolo per il buddhismo costituito dall'islam.
Ma la battaglia finale avverrà in Iran tra Kalki e il capo musulmano.
Un'altra delle prime fonti del mito dei regni sotterranei è Il Dio fumoso (The Smokey God or A Voyage to the Inner World, 1908), di Willis George Emerson, supposta autobiografia di un marinaio norvegese chiamato Olaf Jansen. Emerson racconta di come Jansen abbia navigato all'interno della Terra attraverso un'apertura presso il Polo Nord. Per due anni sarebbe vissuto con gli abitanti di questo regno il cui mondo sarebbe illuminato da un "Sole centrale fumoso". Il padre sarebbe rimasto ucciso durante il ritorno, il figlio ricoverato come pazzo. Il resoconto sarebbe stato dato dal figlio, che dopo la dimissione dal sanatorio si sarebbe stabilito in California, e che novantenne avrebbe deciso di rendere pubblica la vicenda.
Malgrado nel racconto di Emerson non si faccia il nome di Agarthi, esso vi è stato associato in opere successive. Shambhala "la Minore", una delle colonie di Agarthi, era la sede del governo del regno. Mentre Shambhala consiste in un continente interno, le altre colonie satelliti sono degli agglomerati più piccoli situati all'interno della crosta terrestre o dentro le montagne.
I cataclismi e le guerre avvenute sulla superficie spinsero il popolo di Agarthi a stabilirsi sottoterra.

### Agarthi nell'esoterismo

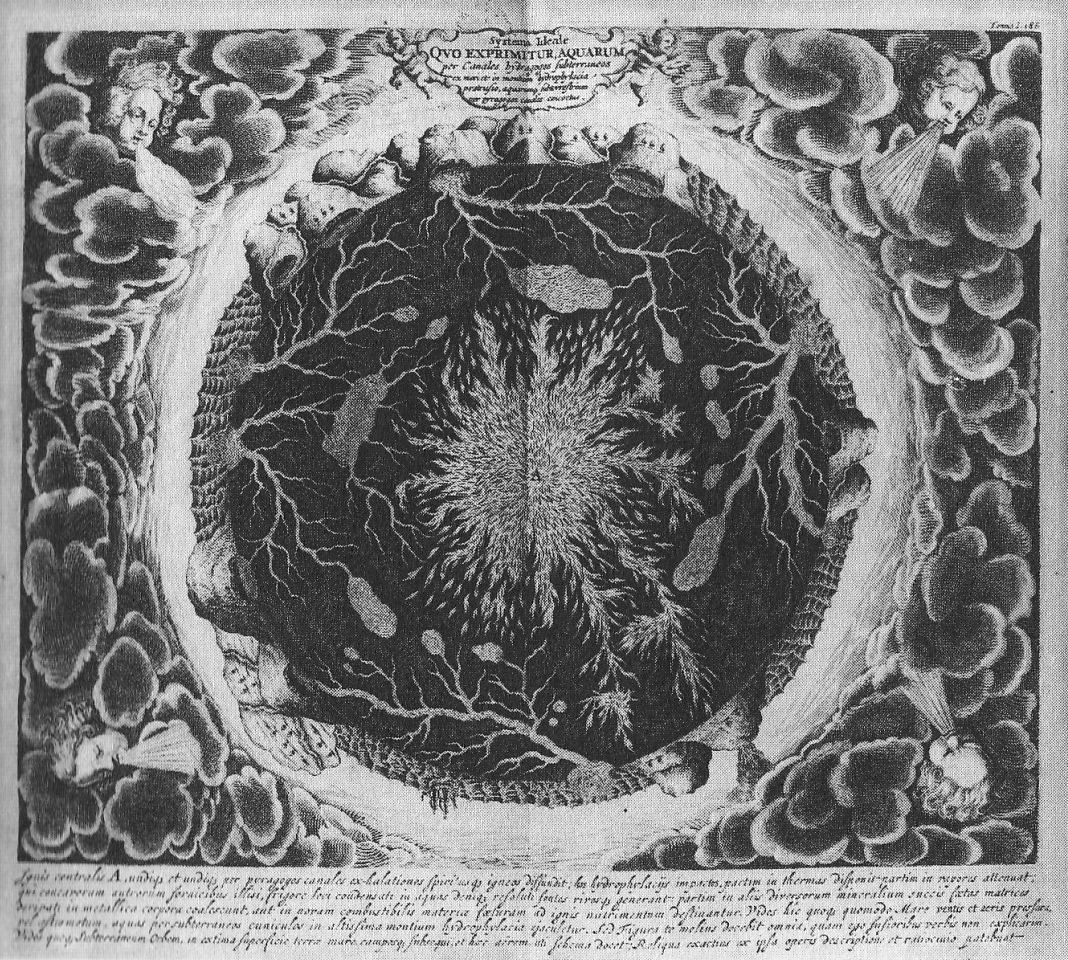
Le viscere della terra da un'illustrazione di Athanasius Kircher in Mundus Subterraneus (1664)

L'esistenza di Agarthi è stata considerata seriamente da numerosi europei, come, ad esempio per citarne alcuni, i seguaci della teosofia di Madame Blavatsky, la veggente fondatrice della Società Teosofica Internazionale, che sosteneva di essere in contatto telepatico con gli antichi «Maestri della Fratellanza Bianca», i sopravvissuti di una razza eletta vissuta tra Tibet e Nepal, i quali in seguito alla spaventosa catastrofe che aveva distrutto Lemuria si sarebbero rifugiati nelle viscere della terra, dove avrebbero fondato la mitica Agarthi.
Anche il nazismo si interessò alla mitica Agartha, finanziando una ricerca avente lo scopo di trovare la residenza dei progenitori della «razza-madre» dell'umanità, di stirpe ariana, di cui parlavano i teosofi. Tra il 1937 e il 1938, perciò, fu organizzata una spedizione in Tibet.
Un'altra organizzazione esoterica collegata ai Maestri appartenenti a un luogo che ricorda Agarthi è l'Antico e Mistico Ordine della Rosa-Croce.

## Analogie
Oltre che Shambala, il leggendario paradiso di Agarthi ha varie analogie con altri luoghi mitici, come la Terra Proibita, la Terra delle Acque Candide, la Terra degli Spiriti Raggianti, la Terra del Fuoco Vivente, la Terra degli Dei Viventi, la Terra delle Meraviglie. Gli indù parlano di Aryavartha, terra d'origine dei Veda; i Cinesi di Hsi Tien, il Paradiso Occidentale di Hsi Wang Mu, la Madre Regale dell'Ovest; La setta cristiana russa dei vecchi credenti la chiamava Belovodye e i Kirghizi Janaidar.

## Entrata
Tra gli ipotetici ingressi di Agarthi vi sono:
- Deserto del Gobi, Mongolia
- Polo Nord
- Islanda[5]
- Polo Sud
- Piramide di Giza, Egitto
- Monte Epomeo (Isola d'Ischia), nell'Arcipelago campano[6]
- Isola Bisentina
- Monte Shasta, in California
- Mammoth Cave, in Kentucky
- Cascate dell'iguazù, in Brasile
- Monte Everest, Nepal